# (22271) 1981 EZ32
(22271) 1981 EZ32 est un astéroïde de la ceinture principale d'astéroïdes découvert en 1981.

## Description
(22271) 1981 EZ32 a été découvert le 1er mars 1981 à l'observatoire de Siding Spring, situé près de Coonabarabran, en Nouvelle-Galles du Sud, en Australie, par Schelte J. Bus.

### Caractéristiques orbitales
L'orbite de cet astéroïde est caractérisée par un demi-grand axe de 2,97 UA, un périhélie de 2,82 UA, une excentricité de 0,05 et une inclinaison de 10,02° par rapport à l'écliptique. Du fait de ces caractéristiques, à savoir un demi-grand axe compris entre 2 et 3,2 UA et un périhélie supérieur à 1,666 UA, il est classé, selon la JPL Small-Body Database, comme objet de la ceinture principale d'astéroïdes.

### Caractéristiques physiques
(22271) 1981 EZ32 a une magnitude absolue (H) de 14,7 et un albédo estimé à 0,052.